# Tecnicolor (álbum)
Tecnicolor fue el intento de la banda brasileña Os Mutantes para introducirse en el mercado de la música angloparlante, grabando sus canciones más conocidas junto a algunos temas nuevos en inglés. Tras la grabación del álbum las cintas con las grabaciones de este disco permanecieron inéditas hasta que en 1995 el periodista Carlos Calado comenzó a escribir una biografía sobre Os Mutantes y encontró estas cintas y no fue hasta 1999 en que Marcelo Fróes convence a la compañía disquera Universal para sacar el disco a la venta.

## Canciones
1. «Panis Et Circenses» (2:12)
  - (Gilberto Gil/Caetano Veloso/Mutantes)
2. «Bat Macumba» (3:16)
  - (Gilberto Gil/Caetano Veloso)
3. «Virginia» (3:23)
  - (Rita Lee/Arnaldo Baptista/Sérgio Dias/Mutantes)
4. «She's My Shoo Shoo (A Minha Menina)» (2:52)
  - (Jorge Ben/Mutantes)
5. «I Feel a Little Spaced Out (Ando Meio Desligado)» (2:51)
  - (Rita Lee/Arnaldo Baptista/Sérgio Dias/Mutantes)
6. «Baby» (3:36)
  - (Caetano Veloso/Mutantes)
7. «Tecnicolor» (3:54)
  - (Rita Lee/Arnaldo Baptista/Sérgio Dias)
8. «El Justiciero» (3:52)
  - (Rita Lee/Arnaldo Baptista/Sérgio Dias)
9. «I'm Sorry, Babe (Desculpe, Babe)» (2:42)
  - (Rita Lee/Arnaldo Baptista/Sérgio Dias/Mutantes)
10. «Adeus, Maria Fulô» (2:39)
  - (Sivuca/Humberto Teixeira)
11. «Le Premier Bonheur du Jour» (2:46)
  - (Jean Gaston Renard/Frank Gerald)
12. «Saravah» (2:59)
  - (Rita Lee/Arnaldo Baptista/Sérgio Dias/Mutantes)
13. «Panis Et Circenses (Reprise)» (1:23)
  - (Gilberto Gil/Caetano Veloso/Mutantes)

## Créditos

### Mutantes
- Arnaldo Baptista - teclado y voz
- Rita Lee - teclado y voz
- Sérgio Dias - guitarra y voz
- Dinho Leme - batería y percusión
- Liminha - bajo

### Equipo Técnico
- Carlos Olmes - producción
- Marcelo Fróes - productor ejecutivo
- Stelio Carlini - técnico de sonido
- Sean Ono Lennon - arte y caligrafía
- Carlos Freitas - remasterización digital
- Paulo Pelá Rosado - diseño gráfico
- Gê Alves Pinto - dirección de arte